# Maierhofer Sägmühle
Die Maierhofer Sägmühle ist eine Einzelsiedlung und eine ehemalige Wassermühle in Alfdorf, einer Gemeinde im baden-württembergischen Rems-Murr-Kreis.

## Lage
Der Wohnplatz mit fünf Gebäuden liegt in Waldeinsamkeit im Tal des Waldauer Bachs, etwa 4 Kilometer südöstlich der Ortsmitte von Alfdorf. Zirka 800 Meter bachabwärts liegt die Brucker Sägmühle.

## Geschichte
Es ist unklar, wann die Mühle errichtet wurde. Erstmals erwähnt wurde die Anlage 1834. Nach einer mündlichen Überlieferung war die Mühle allerdings schon um 1650 vorhanden. Um 1908 verfügte die Mühle über ein oberschlächtiges Wasserrad und hatte eine Leistung von 4 PS. Bis etwa 1930 war das Sägewerk im Besitz der Freiherren von Holtz. Anfang der 1950er Jahre wurde die Mühle abgerissen und sämtliche Anlagen entfernt; der Mühlkanal aufgefüllt.

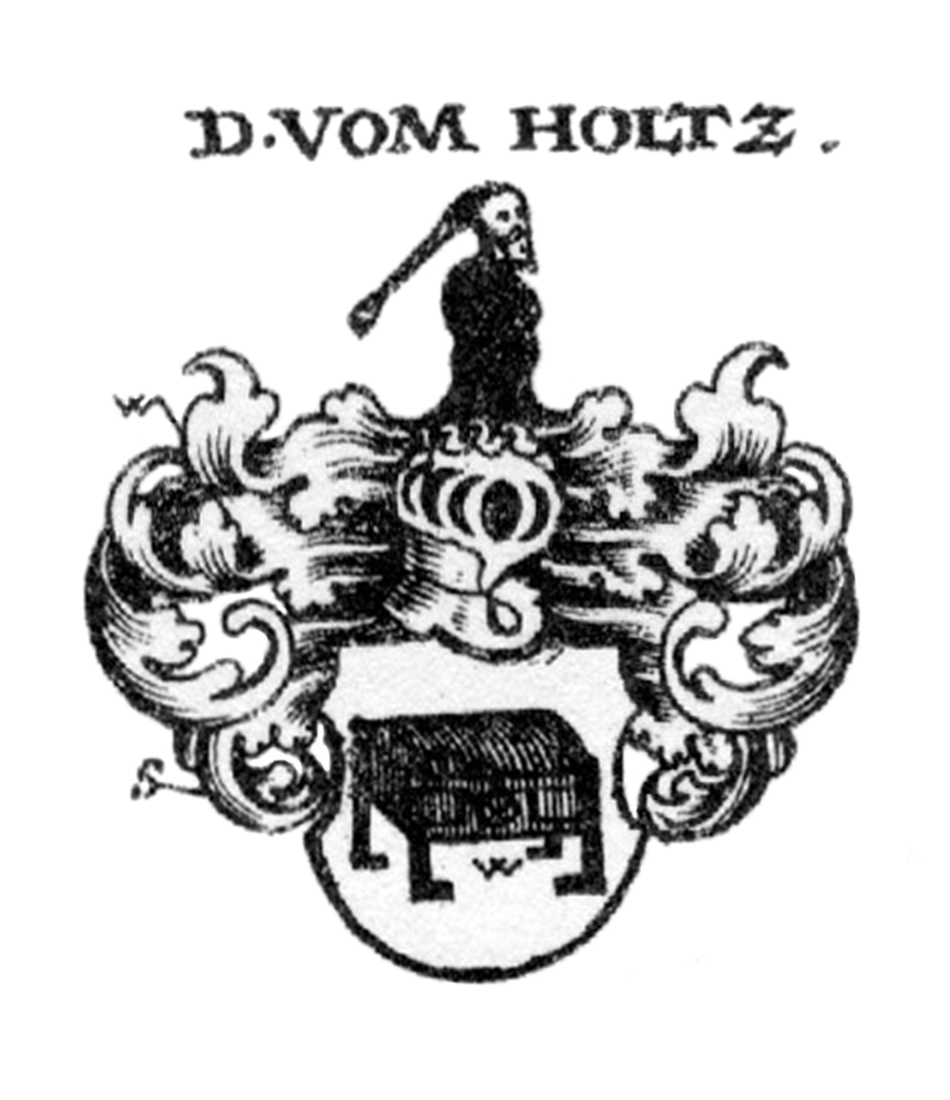
Wappen derer vom Holtz